# 21351 Bhagwat
21351 Bhagwat è un asteroide della fascia principale. Scoperto nel 1997, presenta un'orbita caratterizzata da un semiasse maggiore pari a 2,5787660 UA e da un'eccentricità di 0,1856682, inclinata di 12,62653° rispetto all'eclittica.